# Hellenic Imperial Airways

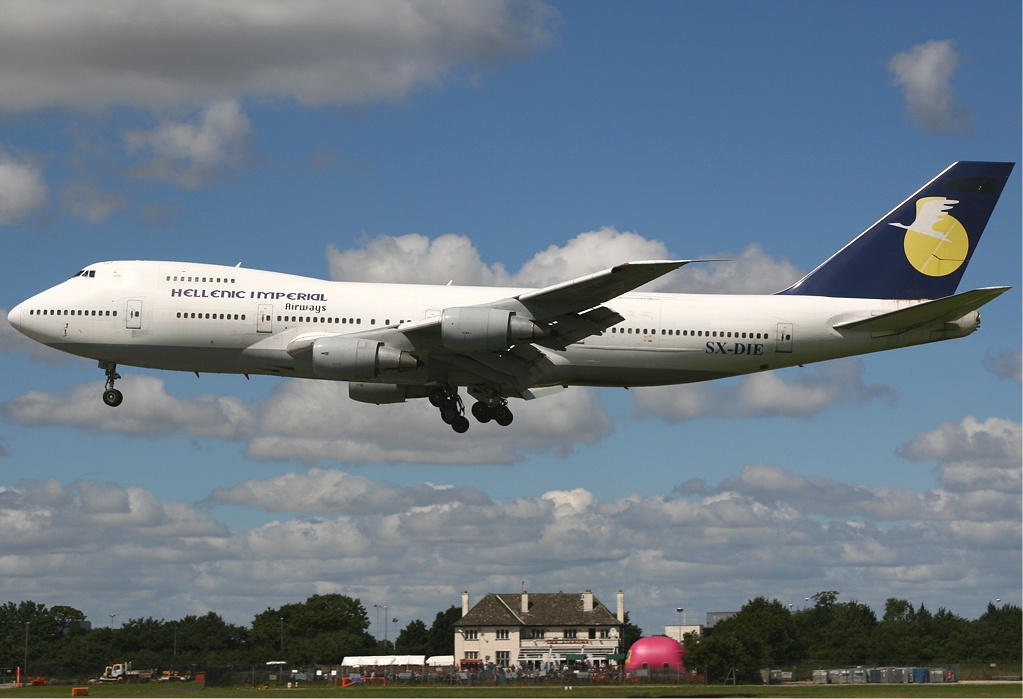
Boeing 747—200 авиакомпании Hellenic Imperial Airways в манчестерском аэропорту

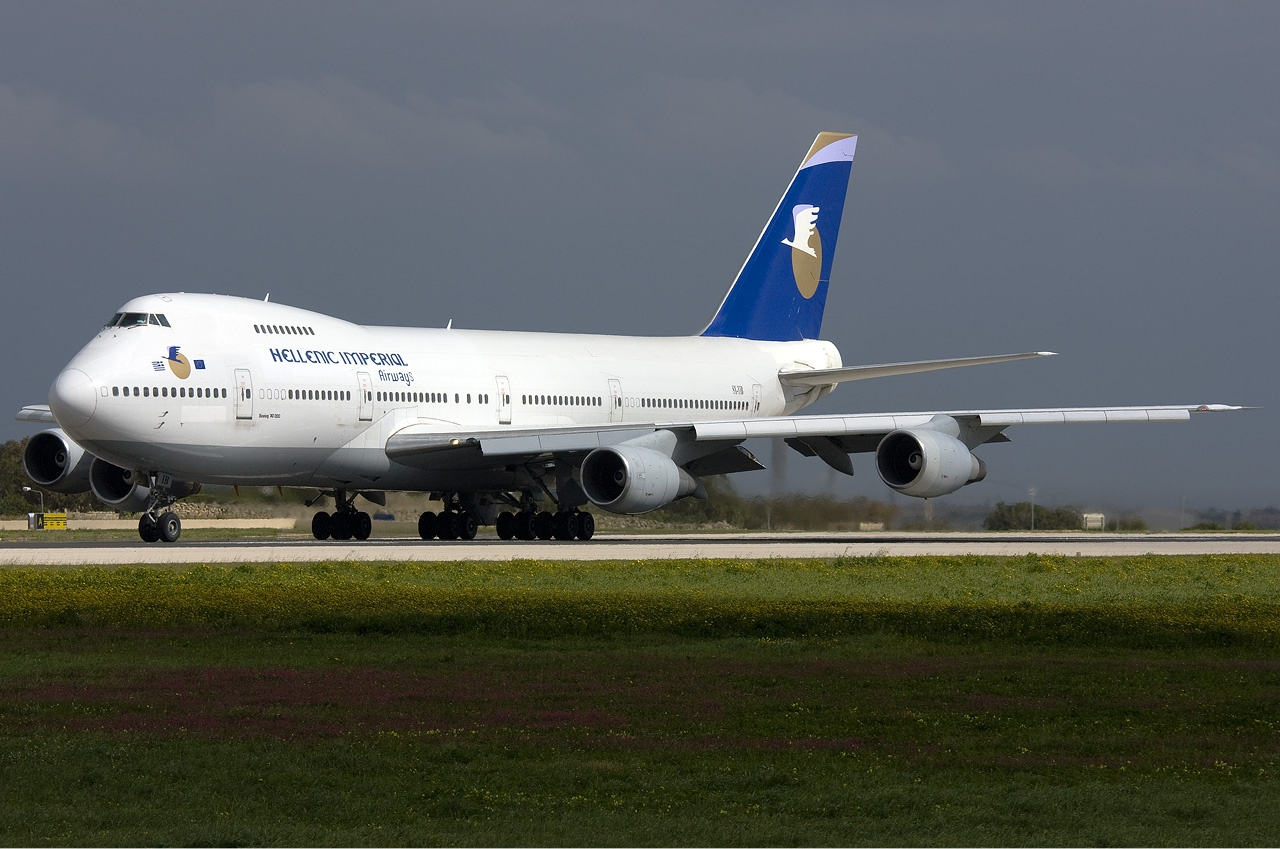
Boeing 747—200 авиакомпании Hellenic Imperial Airways (регистрационный SX-TIB) в международном аэропорту Мальты Лука

Hellenic Imperial Airways — бывшая греческая авиакомпания со штаб-квартирой в Элиниконе в Южных Афинах, осуществлявшая регулярные и чартерные пассажирские перевозки по аэропортам страны.

## История
Авиакомпания Hellenic Imperial Airways была основана в мае 2006 года коллективом профессиональных пилотов в качестве небольшого чартерного перевозчика на внутренних направлениях.
30 мая 2009 года компания открыла свой первый регулярный маршрут Бирмингем — Афины — Джидда, однако впоследствии полёты по данному маршруту были приостановлены до появления во флоте перевозчика широкофюзеляжных самолётов.
В апреле 2010 года Hellenic Imperial Airways анонсировала свой новый веб-сайт в рамках большой рекламной кампании о собственных услугах. Сайт предоставляет клиентам возможность онлайн-бронирования авиабилетов, транслирует новостную информацию о деятельности авиакомпании и о предоставляемом ею сервисе.
В начале мая 2010 года руководство Hellenic Imperial Airways объявило об открытии с 8 июня регулярного рейса в Международный аэропорт имени О. Р. Тамбо в Йоханнесбурге, который заполнял потребность на местном рынке авиауслуг, образовавшуюся после прекращения аналогичного рейса в сентябре прошлого года другой греческой авиакомпанией Olympic Airlines.
Во время гражданской войны в Ливии Hellenic Imperial Airways участвовала в эвакуации иностранных граждан из страны, выполняя рейсы из Триполи в Ираклион и далее непосредственно в Бангкок, Шанхай, Пекин и Ханой. В этот период компания вывезла из Ливии через Грецию около трёх тысяч китайских подданных.
24 июля 2010 года авиакомпания открыла регулярный беспосадочный рейс из Афин в нью-йоркский международный аэропорт имени Джона Кеннеди на самолёте Boeing 747-200B. На сентябрь 2013 года авиакомпания рейсы не выполняет.

## Перспективы
Согласно заявлениям руководства Hellenic Imperial Airways авиакомпания имеет амбициозные стратегические планы по оснащению собственного флота новыми самолётами, существенному укрупнению маршрутной сети регулярных перевозок с открытием в 2012 году беспосадочных рейсов в аэропорты Соединённых Штатов Америки, Йоханнесбург, Дамаск, Бухарест, Дубай, Касабланку, Джидду, Лондон и Париж, а спустя некоторое время — дополнительно в Сидней, Мельбурн, Токио и Пекин.
В декабре 2009 года Управление гражданской авиации страны перераспределило права на регулярные рейсы из международного аэропорта Афин в международный аэропорт Дубай, международный аэропорт имени О. Р. Тамбо и международный аэропорт Бейрута имени Рафика Харири, утверждённые в рамках положений Европейского союза, в пользу авиакомпании Hellenic Imperial Airways.
В мае 2010 года Министерство транспорта США утвердило заявку Hellenic Imperial Airways на выдачу разрешения к выполнению регулярных и чартерных пассажирских перевозок из Греции в США, в рамках которой авиакомпания открыла беспосадочный маршрут Афины—Нью-Йорк (международный аэропорт имени Джона Кеннеди).
5 января 2011 года после остановки полётов в Йоханнесбург Hellenic Imperial Airways анонсировала на собственном веб-сайте планы открытия с мая-июня 2011 года беспосадочных рейсов в Нью-Йорк, Чикаго, Монреаль и Торонто, а также заявила о ведущихся переговорах по запуску дальнемагистрального маршрута в Мельбурн и другие маршруты международных направлений.
19 февраля 2011 года Hellenic Imperial Airways представила планируемую маршрутная сеть международных перевозок, которая охватывала Бахрейн, Бейрут, Касабланку, Дакар, Дубай, Исламабад, Джидду, Кувейт, Лахор, Монреаль, Нью-Йорк и Торонто. В странах Евросоюза компания планировала выйти на рынки Бирмингема, Бухареста, Лиссабона, Лиона, Марселя, Стокгольма и Салоников.
С 9 мая 2011 года веб-сайт авиакомпании стал предоставлять услуги по онлайн-бронированию авиабилетов, в том числе и на рейсы в Нью-Йорк, которые с 24 июня того же года начали выполняться четыре раза в неделю. Источники сообщали о проблемах с поставкой компании широкофюзеляжных лайнеров Airbus A340-300, поэтому до октября месяца 2011 года данный маршрут продолжал обслуживаться самолётами Boeing 747—200.
В 2012 году авиакомпания приостановила свою работу.

## Маршрутная сеть
В мае 2010 года маршрутная сеть международных перевозок авиакомпании Hellenic Imperial Airways охватывала следующие пункты назначения:
- Греция
  - Афины — Международный аэропорт Афины хаб
- ЮАР
  - Йоханнесбург — Международный аэропорт имени О. Р. Тамбо [resumes 21 October][20]
- США
  - Нью-Йорк — Международный аэропорт имени Джона Кеннеди

### Отменённые рейсы
- Марокко — Касабланка
- Саудовская Аравия — Джидда
- Великобритания — Бирмингем, Лондон

## Флот

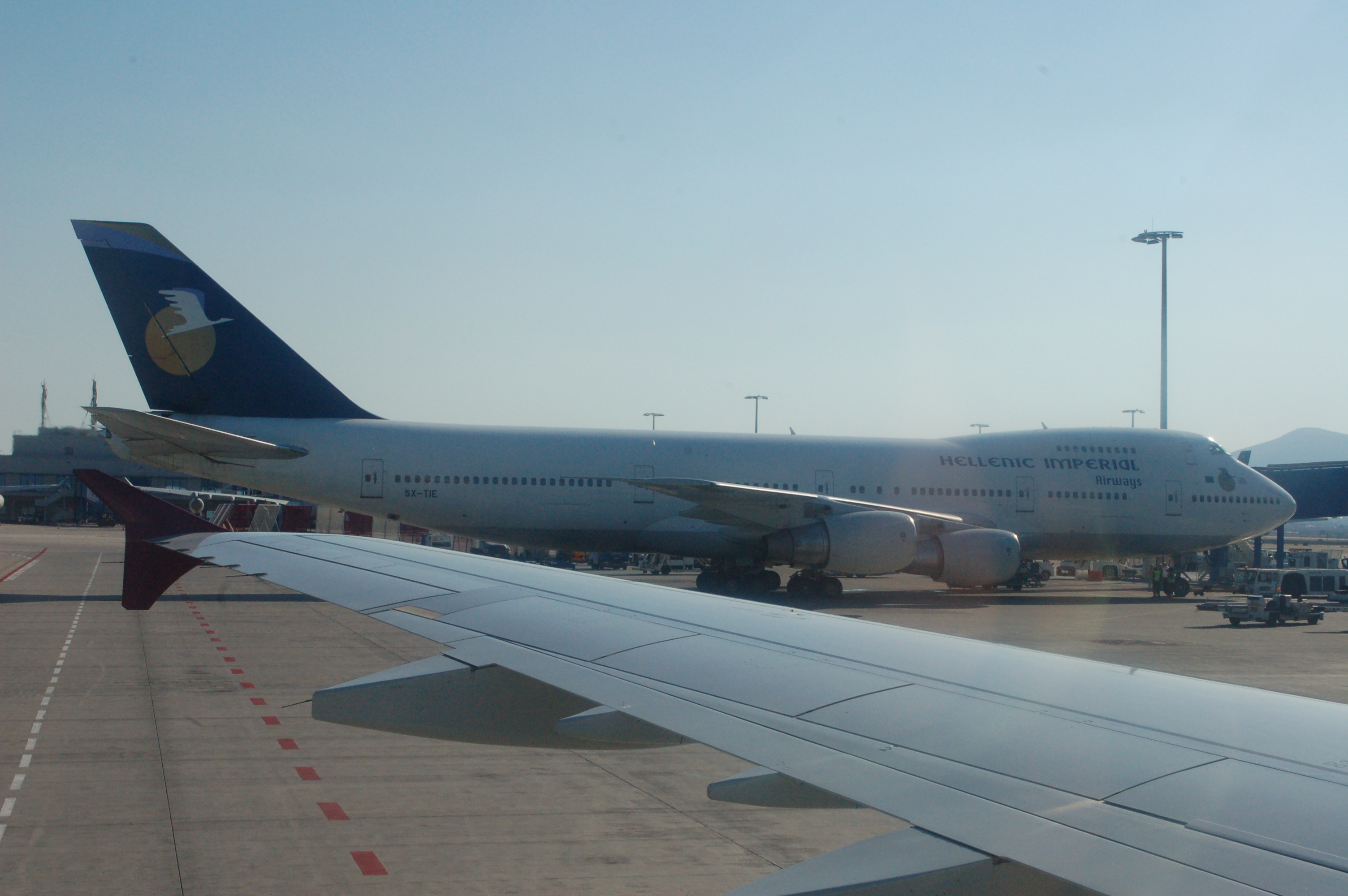
747—200 авиакомпании Hellenic Imperial Airways в международном аэропорту Афины

По состоянию на сентябрь  2013 года воздушный флот авиакомпании Hellenic Imperial Airways состоял из следующих самолётов:
Авиакомпания ведёт переговоры с концерном Airbus о приобретении нескольких широкофюзеляжных самолётов Airbus A340 для выполнения беспосадочных рейсов в США, Торонто, Монреаль, Бангкок, Мельбурн, и о покупке лайнеров Airbus A321 для работы на ближне- и среднемагистральных направлениях.